# Stebnícká Magura
Stebnícká Magura je národní přírodní rezervace v katastrálním území obce Stebník v okrese Bardejov v Prešovském kraji. Území bylo vyhlášeno v roce 1964 a jeho rozloha je 184,24 hektaru.

## Přírodní poměry
Rezervace se nachází v nadmořské výšce 650–899 metrů na severních a východních svazích hory Stebnícká Magura (899,9 m n. m.) v pohoří Busov, které je geomorfologickýn podcelkem Nízkých Beskyd. Chráněné území zahrnuje prameništní oblast Stebnického potoka.

## Předmět ochrany
Stebnícka Magura je národní přírodní rezervace vyhlášenou na ochranu přirozených, až pralesovitých lesních porostů buku, jedle a javoru.
Přirozené, místy až pralesovité lesní porosty Magury jsou velmi zachovalé a v rámci Nízkých Beskyd představují fytocenologicky a floristicky jedinečnou ukázku přirozených a původních společenství vyšších poloh. Nacházejí se zde sutinové bukové javořiny, javorové bučiny a v dolní části rezervace jedlové bučiny. V dřevinném složení převládají druhy buk lesní (Fagus sylvatica), jedle bělokorá (Abies alba), javor klen (Acer pseudoplatanus) a jasan ztepilý (Fraxinus excelsior), které zde dosahují výšky nad 25 metrů.
Z křovin jsou zde zastoupeny bez černý (Sambucus nigra), bez červený (Sambucus racemosa), kalina obecná (Viburnum opulus), srstka angrešt (Grossularia uva-crispa).
Území se vyznačuje bohatým zastoupením východokarpatských prvků flóry. Z botanického hlediska jsou nejzajímavější porosty východokarpatského druhu pablenu kraňského (Scopoli carniolica). Pro území rezervace je charakteristické velké zastoupení různých druhů kapradin. Častá je kapradina laločnatá (Polystichum aculeatum), kapraď samec (Dryopteris filix-mas), papratka samičí (Athyrium filix-femina), kapraď osténkatá (Dryopteris spinulosa). Vzácnější je výskyt kapradiny Braunovy (Polystichum braunii). Z jara tu hromadně kvetou dymnivka dutá (Corydalis cava), sněženka podsněžník (Galanthus nivalis), Křivatec žlutý (Gage lutea) a plicník lékařský (Pulmonaria officinalis subsp. Officinalis).